# Biserica de lemn „Sf. Voievozi” din Bălănești
Biserica de lemn „Sf. Voievozi” din Bălănești este un monument istoric aflat pe teritoriul satului Bălănești, comuna Cozieni.